# Jonah Almquist
Jonah Carl Ola Almquist, född 19 mars 2005, är en svensk fotbollsspelare som spelar för IK Brage. 

## Karriär
Almquists moderklubb är Falu BS. Som 15-åring gick han till IK Brage och i november 2022 blev Almquist uttagen till U17 landslagsläger på Bosön. I april 2023 skrev han på A-lagskontrakt med IK Brage. I april 2024 lånades Almquist ut till division 2-klubben Falu BS till 31 december 2024.
Den 25 januari 2025 i en träningsmatch mot hans moderklubb Falu BS gjorde Almquist sitt första mål i hans seniorkarriär. Genom ett samarbetsavtal i april 2025 mellan Brage och Falu BS får Almquist representera både lagen under säsongen.

## Karriärstatistik
| Klubb              | Säsong             | Liga               | Liga    | Liga | Svenska Cupen | Svenska Cupen | Totalt  | Totalt |
| Klubb              | Säsong             | Division           | Matcher | Mål  | Matcher       | Mål           | Matcher | Mål    |
| ------------------ | ------------------ | ------------------ | ------- | ---- | ------------- | ------------- | ------- | ------ |
| IK Brage           | 2022               | Superettan         | 1       | 0    | 0             | 0             | 1       | 0      |
| IK Brage           | 2023               | Superettan         | 1       | 0    | 1             | 0             | 2       | 0      |
| IK Brage           | Totalt             | Totalt             | 2       | 0    | 1             | 0             | 3       | 0      |
| Falu BS (lån)      | 2024               | Division 2         | 18      | 0    | 0             | 0             | 18      | 0      |
| IK Brage           | 2024               | Superettan         | 0       | 0    | 1             | 0             | 1       | 0      |
| IK Brage           | 2025               | Superettan         | 0       | 0    | 3             | 0             | 3       | 0      |
| Totalt i karriären | Totalt i karriären | Totalt i karriären | 20      | 0    | 5             | 0             | 25      | 0      |